# Amallothrix dentipes
Amallothrix dentipes is een eenoogkreeftjessoort uit de familie van de Scolecitrichidae. De wetenschappelijke naam van de soort is voor het eerst geldig gepubliceerd in 1951 door Vervoort.